# Hydrothermale Karbonisierung
Die Hydrothermale Karbonisierung (HTC-Verfahren, etwa: „wässrige Verkohlung bei erhöhter Temperatur“), das Produkt auch als Hydrokohle bezeichnet, ist ein chemisches Verfahren zur einfachen Herstellung von Braunkohle-Substitut, Synthesegas, flüssigen Erdöl-Vorstufen und Humus aus Biomasse unter Freisetzung von Energie und Wasser. Der Prozess, der die in der Natur in 50.000 bis 50 Millionen Jahren ablaufende Braunkohle-Entstehung („Inkohlung“) innerhalb weniger Stunden technisch nachahmt, wurde von Friedrich Bergius erforscht und erstmals im Jahre 1913 beschrieben.

## Motivation
Bei den bisher gebräuchlichen Verfahren zur Umwandlung von Biomasse in Brennstoffe ist die Kohlenstoff-Effizienz, d. h. der Anteil des zu Beginn in der Biomasse enthaltenen Kohlenstoffs, der später im verwertbaren Endprodukt enthalten ist, relativ gering: Bei der alkoholischen Gärung beträgt die Kohlenstoffeffizienz 65 %, bei der anaeroben Umsetzung zu Biogas 50 % und bei der Holzkohleherstellung durch Holzverkohlung ca. 30 %; bei der Erzeugung von Humus durch Kompostierung liegt die Kohlenstoffeffizienz lediglich bei 5 bis 20 %. Der nicht verwertete Anteil entweicht als Kohlenstoffdioxid bzw. bei der Vergärung als Methan in die Atmosphäre; beide Gase gelten als klimaschädlich. Zusätzlich wird bei diesen Verfahren Wärme frei, die bisher nicht genutzt wird.
Das Problem bei der Herstellung von Biodiesel aus Ölpflanzen ist die Tatsache, dass nur die in den Früchten enthaltene Energie genutzt werden kann; nutzt man dagegen die ganze Pflanze zur Kraftstofferzeugung, so lässt sich beim Anbau schnell wachsender Pflanzen wie Weidenholz, Pappeln, Chinaschilf, Hanf, Schilfrohr oder Forstholz die Energieausbeute bei gleicher Anbaufläche um den Faktor drei bis fünf steigern unter gleichzeitiger Reduktion von Energie-, Düngemittel- und Herbizideinsatz und der Möglichkeit zur Nutzung von – für bisherigen Energiepflanzenanbau – zu kargen Böden.
Die hydrothermale Karbonisierung ermöglicht es – ähnlich dem Biomass-to-Liquid-Verfahren – nahezu den gesamten in der Biomasse enthaltenen Kohlenstoff zur Brennstofferzeugung zu nutzen.

## Ablauf
In einem Druckgefäß wird Biomasse, insbesondere pflanzliches Material, (in der nachfolgenden Reaktionsgleichung vereinfachend als Zucker mit der Formel C6  H12 O6 umschrieben) zusammen mit Wasser auf 180 °C erhitzt. Dabei steigt der Druck auf etwa 1 MPa (10 bar). Während der Reaktion werden auch Oxoniumionen gebildet, welche den pH-Wert auf pH 5 und tiefer senken. Diesen Schritt kann man durch Zugabe einer geringen Menge Citronensäure beschleunigen. Hierbei muss beachtet werden, dass bei niedrigen pH-Werten mehr Kohlenstoff in die wässrige Phase übergeht. Die ablaufende Reaktion ist exotherm, d. h. es wird Energie freigesetzt. Nach 12 Stunden ist der Kohlenstoff der Edukte vollständig umgesetzt, 90 bis 99 % des Kohlenstoffes liegt als wässriger Schlamm aus porösen Braunkohle-Kügelchen (C6H2O) mit Porengrößen zwischen 8 und 20 nm als feste Phase vor, die restlichen 1 bis 10 % Kohlenstoff sind entweder in der wässrigen Phase gelöst oder wurden zu Kohlenstoffdioxid umgewandelt. Die Reaktionsgleichung für die Bildung der Braunkohle lautet:
{\displaystyle \mathrm {C_{6}H_{12}O_{6}} \quad \rightarrow \quad \mathrm {C_{6}H_{2}O} +\mathrm {5\ H_{2}O\qquad \Delta H=-1.105\ \mathrm {kJ/mol} } }
Die Reaktion kann in mehreren Stadien bei unvollständiger Wasserabspaltung abgebrochen werden, wobei man unterschiedliche Zwischenprodukte erhält. Bei Abbruch nach wenigen Minuten entstehen flüssige Zwischenprodukte, lipophile Stoffe, deren Handhabung wegen ihrer hohen Reaktivität allerdings sehr schwierig ist. Im Anschluss daran polymerisieren diese Stoffe und es bilden sich torfähnliche Strukturen, die nach ca. 8 Stunden als Zwischenprodukte vorliegen.
Theoretisch ließe sich die Reaktion mit bestimmten Metallpartikeln katalysieren, diese würden aber recht schnell mit den Produkten zugesetzt werden und ihre Funktion verlieren.

## Wirkungsgrad
Durch die exotherme Reaktion der hydrothermalen Karbonisierung werden etwa 3/8 des auf die Trockenmasse bezogenen Heizwertes der Biomasse freigesetzt (bei hohem Lignin-, Harz- und/oder Ölgehalt immer noch mindestens 1/4). Bei geschickter Prozessführung könnte es gelingen, mittels dieser Abwärme aus nasser Biomasse trockene Biokohle herzustellen und einen Teil der umgewandelten Energie zur Energieerzeugung zu nutzen.
In der großtechnischen Umsetzung der hydrothermalen Karbonisierung von Klärschlamm wurde nachgewiesen, dass zur Herstellung einer auf 90 % endgetrockneten HTC-Kohle etwa 20 % des enthaltenen Brennstoff-Energiegehalts zur Wärmezufuhr des Verfahrens benötigt wird. Weiterhin sind etwa 5 % des erzeugten Energiegehalts zum elektrischen Betrieb der Anlage notwendig. Besonders vorteilhaft hat sich beim HTC-Verfahren erwiesen, dass mit einer mechanischen Entwässerung schon über 60 % Trockensubstanzgehalt in der Rohkohle erreicht werden können und damit der energetische und apparative Aufwand für die Endtrocknung der Kohle im Vergleich zu klassischen Trocknungsverfahren dieser Schlämme gering ist.
Der Energiebedarf der HTC liegt im Vergleich zu einer Klärschlammfaulung mit nachfolgender Trocknung um ca. 20 % der elektrischen Energie und ca. 70 % der thermischen Energie niedriger. Die produzierte Energiemenge, die bei der HTC als lagerfähige Kohle vorliegt, ist gleichzeitig um 10 % höher. Gegenüber der herkömmlichen thermischen Trocknung von Klärschlamm spart die HTC aufgrund der bedeutend einfacheren Entwässerung 62 % an Strom und 69 % an thermischer Energie ein.

## Nutzen
Vorteilhaft wäre ein exothermer Verfahrensentwurf, bei dem der Kohlenstoffanteil ohne weitere Oxidation der Biomasse biologisch, chemisch oder thermisch konvertibel erhalten bleibt. Dies könnte zur spezifischen Reduzierung der CO2-Freisetzung führen.
Laut Markus Antonietti ist der wichtigste Punkt, „… dass man eine einfache Methode in der Hand hat, atmosphärisches CO2 über den Umweg von Biomasse in eine stabile und ungefährliche Lagerform, eine Kohlenstoff-Senke, zu verwandeln.“ Mit dem Verfahren der hydrothermalen Karbonisierung, wie auch mit anderen Verfahren zur Verkokung von Biomassen, ließe sich so überall auf der Welt dezentral eine große Menge an Kohlenstoff dauerhaft speichern. Bei ausreichender chemischer Stabilität der Kohle könnte sie auch sehr gut zur Verbesserung von Böden eingesetzt werden (siehe auch Terra preta).
Der künstlich erzeugte Humus könnte zur Wiederbegrünung erodierter Flächen genutzt werden. Durch das auf diese Weise verstärkte Pflanzenwachstum könnte zusätzliches Kohlenstoffdioxid aus der Atmosphäre gebunden werden, so dass im Endeffekt eine Kohlenstoffeffizienz größer als 1 bzw. eine negative CO2-Bilanz erreichbar wäre. Der entstandene Kohleschlamm ließe sich zur Verbrennung bzw. zum Betrieb neuartiger Brennstoffzellentypen mit einem Wirkungsgrad von 60 % verwenden, wie sie derzeit an der Harvard-Universität erforscht werden. Zur Erzeugung von herkömmlichen Kraftstoffen müsste das Kohlenstoff-Wasser-Gemisch zunächst stärker erhitzt werden, so dass so genanntes Synthesegas, ein Gasgemisch aus Kohlenmonoxid und Wasserstoff, entsteht:
{\displaystyle \mathrm {C_{6}H_{2}O} +\mathrm {5\ H_{2}O} \quad \rightarrow \quad \mathrm {6\ CO} +\mathrm {6\ H_{2}} }
Aus diesem Synthesegas ließe sich über das Fischer-Tropsch-Verfahren Benzin herstellen. Alternativ könnten die flüssigen Intermediate, die bei der unvollständigen Umsetzung der Biomasse entstehen, zur Kraftstoff- sowie zur Kunststoffherstellung genutzt werden.
Außerdem kann der entstandene Kohlenschlamm brikettiert und als umweltfreundliche – weil kohlendioxidneutrale – „Naturkohle“ vermarktet werden, welche im Vergleich mit der Ausgangsbiomasse mittels Abscheiden bzw. Filtern bzw. Verpressen mit niedrigerem Energieeinsatz zu trocknen sein sollte und durch ihren höheren Energiegehalt pro Volumen bzw. Masse weniger Transportkosten verursachen sowie kleinere Lagerflächen erfordern würde.
Ein Vorteil der hydrothermalen Karbonisierung ist, dass die Verwendbarkeit pflanzlicher Biomasse nicht auf Pflanzen mit niedrigen Feuchtegehalten beschränkt und die ohne Kohlendioxid-Ausstoß gewinnbare Energie nicht durch notwendige Trocknungsmaßnahmen reduziert wird, sondern bei Bedarf direkt zur Trocknung der Endprodukte nutzbar ist. So kann selbst bisher kaum nutzbares Pflanzenmaterial wie Verschnitt aus Gärten und von städtischen Grünflächen zur Energieerzeugung dienen, wobei gleichzeitig Kohlendioxid eingespart wird, welches sonst – zusammen mit dem noch klimaschädlicheren Methan – bei der bakteriellen Umsetzung der Biomasse anfallen würde.
In den letzten Jahren wurde die Hydrothermale Karbonisierung auch als Aufschlussverfahren zur Phosphorrückgewinnung aus Klärschlamm genutzt, wodurch eine deutliche Erhöhung der Rückgewinnungsquote erreicht werden soll.

## Probleme
Das große Problem bei der Herstellung von Synthesegas aus Biomasse ist die Teerbildung, die bei hydrothermaler Prozessführung in der Tat vermieden werden könnte. Allerdings scheint es in diesem Fall nicht sinnvoll, einen Umweg über Biokohle zu gehen. Ein Biomasse-Slurry sollte sich unter überkritischen Bedingungen bei 400 °C und einem Druck von mindestens 221,2 bar (Kritische Temperatur von Wasser ist 374 °C) in CO2 und H2 zerlegen lassen, was allerdings einen hohen Energieeinsatz bedingt.
Ungeklärt bei dieser Problematik sind eine geeignete Prozessführung sowie Probleme bei der Sammlung, dem Transport und der Lagerung anfallender Biomasse. Diese Vorgänge benötigen ebenfalls Energie; diese sollte geringer sein als durch die hydrothermale Karbonisierung freigesetzt wird.
Ein Vorteil gegenüber trockenen thermischen Verfahren der Veredelung von Biobrennstoffen mit niedrigem Feuchtegehalt ist nicht so einfach erkennbar. Bereits Ende des 19. Jahrhunderts wurde eine nur schwach pyrolysierte Holzkohle, die noch mindestens 4/5 des Brennwertes des Holzes enthält, für thermische Prozesse propagiert.

## Aktuelle Anwendungsvorstöße
In Relzow bei Anklam (Mecklenburg-Vorpommern) wurde Mitte November 2017 eine hydrothermale Karbonisierungsanlage im lokalen „Innovationspark Vorpommern“ offiziell in Betrieb genommen. Die HTC-Anlage in Relzow stellt nach Angaben des beteiligten Unternehmens eine „neue Etappe auf dem Gebiet der hydrothermalen Karbonisierung“ dar und ist aktuell „die weltweit erste industrielle Anlage, die sogenannte Bio-Kohle herstellt“. Bereits im Sommer 2016 wurde in Jining (China) eine HTC-Anlage zur Verarbeitung von Klärschlamm in Betrieb genommen, die nach Angaben des Herstellers seither im Dauerbetrieb 14.000 Tonnen jährlich zu einer regenerativen Kohle für das lokale Kraftwerk verarbeitet.
Thomas Maschmeyer, Professor für Chemie an der Universität Sydney, arbeitet an einem katalytischen hydrothermalen Reaktor, der innerhalb von 20 Minuten mit einem geringen Energieaufwand Plastik zu neuen Rohstoffen umwandelt. Eine erste industrielle Anlage soll in Osttimor entstehen.